# Katolsk sociallære
Katolsk sociallære er et begreb, som omfatter den katolske kirkes stillingtagen til samfundsproblemer. Tilløb til en kristen, politisk teori findes hos Augustin og Thomas af Aquin, men de sociale problemer som følge af den industrielle revolution gav anledning til en mere systematisk stillingtagen til sociale spørgsmål, i opposition til marxismen og andre socialistiske bevægelser.  Den katolske kirkes stillingtagen på området kommer især til udtryk i form af en række sociale encyklikaer, den første af pave Leo XIII: Rerum novarum fra 1891, men også i Andet Vatikanerkoncils erklæring Dignitatis humanae (latin «Om menneskets værdighed»), der handler om religionsfrihed, samt den pastoralske konstitution Gaudium et Spes (latin «Glæde og håb»), der blandt andet omhandler kirkens rolle i den moderne verden og lægfolkets forhold til kirkens hierarki.
I juni 2015 udkom encyklikaen Laudato si’ (’Lovet være du’), der angår skaberværket og menneskers ansvar.  Den katolske kirke i Danmark har på sin portal offentliggjort en introduktion til encyklikaen på dansk , som blandt andet fremhæver, at selv om ”vi kristne til tider fejlagtigt fortolker Bibelen, må vi nu kraftfuldt afvise tanken, at i og med at vi er skabt i Guds billede og har fået herredømmet over jorden, så retfærdiggør det en absolut dominans over andre væsener” (67).

## Kendetegn
Kristelige sociale bevægelser benævnes den mere eller mindre programmæssigt udformede stræben, der i forskellige lande udgår fra kirkelig side med det formål at medvirke til en højnelse af arbejderklassen såvel i økonomisk som i etisk henseende. Bevægelsen kan egentlig ikke opfattes som en enhed, den rummer elementer fra autoritetstro kirkelig konservatisme til radikal socialisme; hertil kommer forskellige anskuelser på grund af konfessionsforskelle.
Fælles for alle grupper er den stærke fremhæven af, at det er nødvendigt, at de sociale spørgsmål løses i kristendommens broderskabsånd. I økonomisk henseende forkaster alle bevægelsens retninger det liberalistiske princip, der ved at give de personlige interesser frit spil fremelsker egoismen og ødelægger samfundet socialt og moralsk. På den anden side tager selv de personer, der kalder sig kristne socialister, afstand fra "den materialistiske socialisme", idet de fremhæver nødvendigheden af, at der samtidig med en forbedring af de økonomiske kår skabes en ny samfundsmoral i kristendommens ånd i de enkelte individer. Skønt den kristelige sociale bevægelses organisationer som regel kun har haft forholdsvis få medlemmer, har de i en række lande øvet stærk indflydelse på den social-økonomiske lovgivning.

## Historie i de enkelte lande
Den katolske sociallære fandt udbredelse i lande, hvor den katolske tro var dominerende eller markant tilstede.

### Frankrig
Den katolske retning, der ved Leo XIII’s Encyklika Rerum novarum af 15. maj 1891 fik pavestolens anerkendelse, kom frem i Frankrig i 1840’erne. Bevægelsen har været ret splittet. Nær den liberalistiske skole stod Le Play (Les ouvriers européens, 1855), der ville løse det sociale spørgsmål ved samvirken mellem arbejdere og arbejdsgivere, men uden statsindgreb. Her over for står de socialt interesserede katolikker, der ønsker statshjælp; denne retning organiseredes efter 1870 af grev de Mun i Œuvre des cercles catholiques. Disse arbejderforeninger fik mere tilslutning fra mindre, selvstændige erhvervsdrivende end fra arbejderne. En tredje retning var den sillonske bevægelse, der begyndte 1894 (organiseret af Marc Sangnier). Denne temmelig yderliggående retning fik efterhånden de højere gejstlige imod sig og blev i 1910 formelt opløst efter pavens befaling.

### Belgien
I Belgien var bevægelsen oprindelig konservativ, liberalistisk (føreren var Perin, 1815—1905). Men efter arbejderurolighederne 1886 stiftedes på biskop Detrouloux’s initiativ en radikal-demokratisk retning, der ønsker statens intervention. De to retninger har til tider bekæmpet hinanden meget heftigt.

### Holland
I Holland rummede organisationerne oprindeligt både arbejdere og arbejdsgivere, senere kun arbejdere, som man ønskede at organisere i særlige katolske fagforeninger.

### Tyskland
I Tyskland begyndte den senere biskop von Ketteler (1811—77) sin propaganda 1848. I "Die Arbeiterfrage und das Christenthum", 1864, tog han ordet for oprettelsen af produktionsforeninger, der dog ikke måtte støttes af staten. Senere blev bevægelsens krav stærkere: højere løn, forbud mod fabriksarbejde for børn og gifte kvinder, maksimalarbejdsdag (10 timer), — altså efterhånden meget stærke statsindgreb. Organisationen i "Arbeitervereinen" er ret forskelligartet. Nogle foreninger omfatter kun arbejdere, andre tillige mindre, selvstændige erhvervsdrivende; nogle tillader tilslutning til fagforeninger (dog ikke socialistiske), andre fordømmer enhver fagforeningsbevægelse. Disse sidste opretter til gengæld inden for "Arbeiterverein" særlige fagafdelinger, der dog altid er forblevet svage og fåtallige.

### Østrig
I Østrig kæmpede friherre von Vogelsang (1818—90) fra 1875 for udbredelse af social forståelse. Bevægelsen fik på grund af sin skarpe modstand over for den moderne industrielle udvikling ikke større udbredelse. En egentlig kristelig social bevægelse kom først frem i 1880’erne, under førerskab blandt andre af Wiens overborgemester Dr. Lueger, Ebenhoch og prins Alois Liechtenstein. Navnlig på det kommunalpolitiske område har partiet haft afgørende betydning. Ved de politiske valg før udbruddet af 1. verdenskrig i 1914 talte det over ¼ af samtlige stemmer.

## Officielt kompendium om katolsk sociallære
Den katolske sociallære er sammenfattet i et officielt kompendium fra 2004, der er tilgængeligt på engelsk, fransk, italiensk og spansk. Der findes en sammenfatning på norsk 
Kompendiet omfatter tolv kapitler. Indholdet gengives i fri oversættelse. Bemærk, at links henviser til Wikipedia-artikler, og ikke til den fremstilling som gives i sociallæren.
- Guds frelsesplan og Kirkens mission (1)
- Kirkens sociallære i lyset af missionsbefalingen, med en oversigt over encyclikaer vedrørende sociallæren (2)
- Menneskets væsen, frihed og værdighed; menneskerettigheder (3)
- Almenvellet, ejendomsret og hensynet til de fattige. Nærhedsprincippet, solidaritet og fællesskab (4)
- Familie, ægteskab og forholdet mellem familien og samfundet (5)
- Arbejde, retten til arbejde og til en rimelig løn; fagforeninger og retten til at strejke (6)
- Virksomheder og marked; det internationale finansielle system (7)
- Det politiske fællesskab, statens formål og autoritet; demokrati; staten og religiøse fællesskaber (8)
- Det internationale fællesskab (9)
- Skaberværket; beskyttelse af miljøet (10)
- Fred, lovligt forsvar, pligten til at forsvare uskyldige, fordømmelse af terrorisme (11)
- Kirkens opgaver på det sociale område; pastoral indsats, lægfolkets opgaver (12)